# フェンベンダゾール
フェンベンダゾール は、広範囲な駆虫スペクトルを持つベンズイミダゾール系駆虫薬であり、代表的な商品名は Srifen や Clofen) 、Panacurである。以下のような消化管内寄生虫に対して用いられる：ジアルジア、回虫、鉤虫、鞭虫、テニア属の条虫（ただし犬で一般的な条虫である瓜実条虫に対しては効果があまりない）、蟯虫、肺虫、肺吸虫、円虫および糞線虫など。この薬剤はヒツジ、牛、馬、魚、犬、猫、うさぎ、アシカに投与できる。ジブロムサランやニクロサミドなどのサリチルアニリドと併用した場合、薬剤相互作用が生じる可能性がある。雌牛での流産、ヒツジでの死亡が報告されている

## 毒性
駆虫薬として多くの品種で広く用いられているが、毒性の報告もある。鳥類（コウノトリ、ピンクペリカン、ハゲワシ、ハト）や爬虫類（ヘビ、カメ）では骨髄抑制、腸陰窩の壊死、遠位の絨毛の脱落などが報告されている。 反芻動物における流産は、その他の駆虫薬と併用したことが関連していると考えられる。
フェンベンダゾールは多くの種において、消化管からはほとんど吸収されない。実験動物を用いた研究では、経口投与した場合のLD50は10 g/kgを超える。

## 代謝
フェンベンダゾールは肝臓で代謝され、やはり駆虫作用のあるオキシフェンダゾールに変換される。オキシフェンダゾールの一部は、肝臓やルーメン内でフェンベンダゾールに戻る。
また、フェンベンダゾール自身も、他の駆虫薬フェバンテルが代謝されて生じる、活性代謝物でもある。